# Rhyacophila kawaraboensis
Rhyacophila kawaraboensis là một loài Trichoptera trong họ Rhyacophilidae. Chúng phân bố ở miền Cổ bắc.